# サンタンドレーア・アポストロ・デッロ・イオーニオ
サンタンドレーア・アポストロ・デッロ・イオーニオ（イタリア語: Sant'Andrea Apostolo dello Ionio）は、イタリア共和国カラブリア州カタンザーロ県にある、人口約1,900人の基礎自治体（コムーネ）。

## 地理

### 位置・広がり

#### 隣接コムーネ
隣接するコムーネは以下の通り。
- イスカ・スッロ・イオーニオ
- サン・ソステネ

## 行政

### 分離集落
サンタンドレーア・アポストロ・デッロ・イオーニオには、以下の分離集落（フラツィオーネ）がある。
- Contrada Taverna, Fego, Sant'Andrea Ionio Marina